# Liste der Bodendenkmale in Ummern
In der Liste der Bodendenkmale in Ummern sind alle Bodendenkmale der niedersächsischen Gemeinde Ummern aufgelistet. Die Quelle ist der Denkmalatlas Niedersachsen. Der Stand der Liste ist der 16. Juni 2024.

## Allgemein
In den Spalten finden sich folgende Informationen des Bodendenkmales :
- Lage        : geographische Koordinaten
- Bezeichnung : Bezeichnung lt. Denkmalatlas
- Beschreibung: Beschreibung lt. Denkmalatlas
- ID          : Objekt-ID
- Bild        : Bild, ggf. zusätzlich mit Link zu weiteren Fotos im Medienarchiv Wikimedia Commons.

## Pollhöfen
| Lage                         | Bezeichnung            | Beschreibung                                                                                          | ID       | Bild |
| ---------------------------- | ---------------------- | --- | -------- | ---- |
| 52° 34′ 35″ N, 10° 29′ 36″ O | Pollhöfen 1, Grabhügel | Annähernd rund. Dm. ca. 12 m; H. ca. 1,5 m. Im Zentrum Grabungsloch (0,9 × 0,9 m) mit großem Tierbau. | 28941727 | BW   |
| 52° 34′ 34″ N, 10° 29′ 37″ O | Pollhöfen 2, Grabhügel | Rund. Dm. 6,5 m; H. 0,6 m. Tierbau am östl. Rand.                                                     | 28942208 | BW   |
| 52° 34′ 34″ N, 10° 29′ 38″ O | Pollhöfen 3, Grabhügel | Annähernd rund. Dm. ca. 7,5 m; H. ca. 1 m. Vom nordöstl. Rand schmaler Stich zum Zentrum mit Tierbau. | 28942209 | BW   |